# Maricopa (California)
Maricopa, fundada en 1911, es una ciudad ubicada en el condado de Kern en el estado estadounidense de California. En el año 2000 tenía una población de 1,111 habitantes y una densidad poblacional de 284.9 personas por km²; sin embargo, el letrero de bienvenida pone su población en 1,245 personas.

## Geografía
Maricopa se encuentra ubicada en las coordenadas 35°3′N 119°24′O / 35.050, -119.400. Según la Oficina del Censo, la ciudad tiene un área total de 3,9 km² (1,5 mi²), de la cual 3,9 km² (1,5 mi²) es tierra y 0 km² (0 mi²) (0%) es agua.

## Demografía
Según la Oficina del Censo en 2000 los ingresos medios por hogar en la localidad eran de $27,917, y los ingresos medios por familia eran $31,761. Los hombres tenían unos ingresos medios de $31,161 frente a los $23,333 para las mujeres. La renta per cápita para la localidad era de $15,692. Alrededor del 21.3% de la población estaban por debajo del umbral de pobreza.